# スター生たまご・邦子のいまドキ芸能界
『スター生たまご・邦子のいまドキ芸能界』（スターなまたまご くにこのいまドキげいのうかい）は、1988年4月3日から同年9月11日まで日本テレビ系列局と当時フジテレビ系列に属していた山形テレビ（YTS）で放送されていたオーディションバラエティ番組である。その後も1988年10月9日から1989年3月26日まで『邦子のスター生たまご』（くにこのスターなまたまご）と題して放送されていた。いずれも読売テレビとイースト（現：E&W）の共同製作。日本リーバ（現：ユニリーバ・ジャパン）の一社提供。放送時間は毎週日曜 19:00 - 19:30 （日本標準時）。

## 前期
山田邦子が芸能プロダクションの社長役、当時読売テレビのアナウンサーであった辛坊治郎が山田の秘書役で出演。山田たちは、5人のスカウトマンとともに現れる5人のアイドルスター候補の一般人を相手に辛口の審査をしていた。

## 後期
番組タイトルを変更して内容を一新。それまで司会を務めていた山田と辛坊に渡辺正行と岩井由紀子（ゆうゆ）を加え、スタジオに観客を入れての公開放送へと移行した。東京都内のスタジオで収録していたため、辛坊は大阪からの出向で出演していた。
番組には毎回4人もしくは4組の一般人が出場していた。チャンピオンに輝いた出場者には賞金10万円が贈られ、他の出場者たちから紙吹雪で祝福された。吉本新喜劇の島田珠代も高校生の頃にこの番組に出場し、チャンピオンになったことがある。